# Комптон, Уильям, 4-й маркиз Нортгемптон
Уильям Комптон, 4-й маркиз Нортгемптон (англ. Admiral William Compton, 4th Marquess of Northampton; 20 августа 1818 — 11 сентября 1897) — британский пэр и командующий флотом, известный как лорд Уильям Комптон с 1828 по 1877 год.

## Биография
Родился 20 августа 1818 года в Йорк-Плейс, Марилебон, Лондон. Второй сын Спенсера Джошуа Олвина Комптона, 2-го маркиза Нортгемптона (1790—1851), и его жены Маргарет Дуглас-Маклин-Клефан (? — 1830), дочери генерал-майора Уильяма Дугласа-Маклина-Клефана.
Он поступил на службу в Королевский военно-морской флот в 1831 году, служил во время Первой опиумной войны с Китаем (1839—1842). Кампания была неопределенно названа в этой работе «Китайской войной», но было установлено, что это была Первая война, потому что вторая разразилась в год, когда он ушел из активного списка в 1856 году в качестве капитана. Впоследствии он получил звание контр-адмирала в 1869 году и адмирала в 1880 году в отставке.
3 марта 1877 года он сменил своего старшего брата на посту 4-го маркизата Нортгемптона и вошел в Палату лордов Великобритании. Нортгемптон был удостоен чести 9 июля 1885 года, когда он стал Рыцарем Подвязки. В 1851 году по королевской лицензии он принял дополнительную фамилию Маклин, а в 1878 году — фамилию Дуглас.

## Семья
21 августа 1844 года в Неаполе (Италия) лорд Нортгемптон женился на Элизе Харриет (ок. 1820 — 4 декабря 1877), дочери адмирала достопочтенного сэра Джорджа Эллиота (1784—1863) и Элизы Сесилии Несс (? — 1848). Она умерла в возрасте 72 лет 4 декабря 1877 года во Флоренции, Италия. У супругов бюло четверо сыновей и четверо дочерей:
- Леди Кэтрин Сесилия Комптон (1845 — 23 марта 1913), муж с 1870 года Фрэнсис Томас де грей Купер, 7-й граф Купер (1834—1905)
- Леди Маргарет Джорджиана Комптон (1847 — 15 ноября 1931), муж с 1884 года сэр генри Джон Лоундс Грэм (? — 1930)
- Чарльз Джон Спенсер Комптон, граф Комптон (13 июля 1849 — 5 сентября 1887), не женат, с 1877 по 1887 год носил титул учтивости — граф Комптон
- Уильям Джордж Спенсер Скотт Комптон, 5-й маркиз Нортгемптон (23 апреля 1851 — 15 июня 1913), второй сын и преемник отца
- Леди Элис Элизабет Комптон (1854 — 17 июня 1862)
- Лорд Олвин Фредерик Комптон (5 июня 1855 — 16 декабря 1911), женат с 1886 года на Мэри Эвелин Вайолет Вайнер (? −1957), от брака с которой у него было двое сыновей
- Леди Мейбл Вайолет Изабель Комптон (1862 — 16 августа 1961)
- Полковник лорд Дуглас Джеймс Сесил Комптон (15 ноября 1865 — 23 июля 1944). Женат с 1917 года на Долли Вульф (? — 1954).

Их старший сын Чарльз Джон Спенсер Комптон, граф Комптон, умер в 1887 году, не оставив наследников. Лорд Нортгемптон пережил свою жену на двадцать лет и умер 11 сентября 1897 года в возрасте 78 лет . Незадолго до своей смерти Комптон купил загородный дом в деревне Тайсо в Уорикшире. Его титулы унаследовал его второй сын Уильям.